# Objeto verbo sujeto
Objeto verbo sujeto, normalmente expresado con su abreviatura OVS, es un término que se utiliza en tipología lingüística para designar un tipo determinado de lengua teniendo en cuenta su secuencia no marcada o neutra de componentes sintácticos.
Esta secuencia es la menos común de todas. Ejemplos de este tipo de lenguas son el selk'nam,  guarijío y el hishkaryana. También el klingon, lengua artificial inventada para la serie de ciencia ficción Star Trek, usa este orden. Esta lengua la hablan los seres extraterrestres llamados «Klingon» y se creó con esta secuencia con el fin de hacerla sonar deliberadamente no intuitiva para el público de la serie. 
Aun así otras muchas lenguas, entre ellas el español, utilizan este orden en determinadas ocasiones y de manera más o menos forzada, y por tanto marcada. Por ejemplo, como figura literaria (véase hipérbaton) o en oraciones en las que se usa un pronombre como objeto: (la carta) la escribió Miguel.

## Otras permutaciones
A continuación, las otras permutaciones en orden de las más comunes a las menos:
- Sujeto verbo objeto (por ejemplo, inglés, alemán, kiswahili, chino)
- Sujeto objeto verbo (por ejemplo, latín, vasco, japonés, coreano y persa)
- Verbo sujeto objeto (por ejemplo, galés, mixteco, tagalo y árabe clásico)
- Verbo objeto sujeto (por ejemplo, fiyiano, malgache)
- Objeto sujeto verbo (por ejemplo, xavante, urarina)

- Datos: Q989463